# Drangey
Drangey ist eine unbewohnte isländische Insel, die in der Mitte des Fjordes Skagafjörður gelegen ist. Sie ist etwa 20 ha groß, erhebt sich ca. 180 m über den Meeresspiegel und besteht zum größten Teil aus vulkanischem Palagonitgestein, einer Tuffgesteinsart. 

## Legende
In der Literatur wird sie zuerst in der Saga von Grettir erwähnt, hier soll dieser Geächtete die letzten Jahre seines Lebens samt seinem Bruder Illugi und dem Sklaven Glaumur gelebt haben. Einmal soll er sogar von der Insel aufs Festland geschwommen sein, um dort Feuer zu holen.
Hier wurde er auch, dann todeskrank, in seiner Hütte von Þorbjörn Öngull und seinen Leuten im Kampf getötet. Das könnte kurz vor Allerheiligen im Jahr 1031 gewesen sein. 
In einer alten Volkssage heißt es, zwei Trolle hätten ihre Kuh führend den Fjord überquert, als die Sonne gerade aufging. Die Trolle und die Kuh wurden dabei zu Stein. Drangey ist die Kuh, südlich von ihr steht das Trollweib, ein Fels im Meer. Der Troll selbst befand sich auf der anderen Seite der Insel, ist aber im Laufe der Zeit in sich zusammengestürzt.

## Natur
Auf Drangey gibt es verschiedene Vogelarten: Überwiegend zahlreich sind Dickschnabellumme, Trottellumme, Tordalk und Papageitaucher. Trottellummen und Dickschnabellumen haben ihre Nester hoch im Felsen, die Tordalken im Geröll darunter. Die Papageitaucher bauen sich kleine Höhlen am oberen Felsenrand. Außerdem brüten hier Dreizehenmöwen und Küstenseeschwalben. Drangey ist auch ein Hort für Kolkraben und Falken. 
Drangey hatte seit Jahrhunderten große Bedeutung für die Bewohner der Gegend Skagafjörður. Im Frühling fuhren sie zur Insel, um Eier einzusammeln und Vögel zu fangen. Sie ließen sich mit einem Seil zu den Nestern herab, um an die Gelege zu gelangen. 
Das war ähnlich wie am Látrabjarg und auf den Westmännerinseln ein alter Brauch und auch ein sehr gefahrvolles Unterfangen. So bildete sich die Sage heraus, dass im frühen Mittelalter der Bischof Guðmundur góði gekommen sei, um den Felsen zu segnen und weitere Unglücke damit zu verhindern. Als er gerade die Hand hob, sei ein Ungeheuer aufgetaucht und hätte gesagt: „Irgendwo müssen die Bösen doch auch sein.“ Worauf ihm der Bischof ein anderes Wirkungsgebiet zugewiesen hätte. Dieselbe Sage gibt es auch am Látrabjarg.
Die Vögel fing man vor allem mit Flößen, die ins Wasser gelassen wurden. Jedes Floß war mit vielen Schlingen aus Pferdehaaren versehen. Die Fänger hausten in Buden in Fjaran, einem Ort im südlichen Teil der Insel. Von dort fuhren sie auch zum Fischfangen aus. In diesem Fischerort lebten zeitweise bis zu 200 Leute und in den besten Jahren fing man über 200.000 Vögel. Das Fangen der Vögel von Flößen aus wurde im Jahr 1966 verboten.